# Dispatch table
En informàtica, una taula d'enviament és una taula de punters o adreces de memòria a funcions o mètodes. L'ús d'aquesta taula és una tècnica comuna quan s'implementa l'enllaç tardà en la programació orientada a objectes.

## Implementació de Perl
A continuació es mostra una manera d'implementar una taula de distribució en Perl, utilitzant un hash per emmagatzemar referències al codi (també conegut com a punters de funció).
```
# Define the table using one anonymous code-ref and one named code-ref

my
 
%dispatch
 
=
 
(

 
"-h"
 
=>
 
sub
 
{
 
return
 
"hello\n"
;
 
},

 
"-g"
 
=>
 
\&
say_goodbye

);

sub
 
say_goodbye
 
{

 
return
 
"goodbye\n"
;

}

# Fetch the code ref from the table, and invoke it

my
 
$sub
 
=
 
$dispatch
{
$ARGV
[
0
]};

print
 
$sub
 
?
 
$sub
->
()
 
:
 
"unknown argument\n"
;

```

Si executeu aquest programa Perl com perl greet -h es produirà "hola", i l'executar com a perl greet -g produirà "adéu".

## Implementació de JavaScript
A continuació es mostra una demostració de la implementació de la taula d'enviament en JavaScript:
```
var
 
thingsWeCanDo
 
=
 
{

 
doThisThing
 
:
 
function
()
 
{
 
/* behavior */
 
},

 
doThatThing
 
:
 
function
()
 
{
 
/* behavior */
 
},

 
doThisOtherThing
 
:
 
function
()
 
{
 
/* behavior */
 
},

 
default
 
:
 
function
()
 
{
 
/* behavior */
 
}

};

var
 
doSomething
 
=
 
function
(
doWhat
)
 
{

 
var
 
thingToDo
 
=
 
thingsWeCanDo
.
hasOwnProperty
(
doWhat
)
 
?
 
doWhat
 
:
 
"default"

 
thingsWeCanDo
[
thingToDo
]();

}

```

## Taules de mètodes virtuals
En llenguatges de programació orientats a objectes que admeten mètodes virtuals, el compilador crearà automàticament una taula de distribució per a cada objecte d'una classe que contingui mètodes virtuals. Aquesta taula s'anomena taula de mètodes virtuals o vtable, i cada trucada a un mètode virtual s'envia a través de la vtable.